# Мар'янівська сільська рада (Красногвардійський район)
Мар'я́нівська сільська́ ра́да — адміністративно-територіальна одиниця та орган місцевого самоврядування у Красногвардійському районі Автономної Республіки Крим. Адміністративний центр — село Мар'янівка.

## Загальні відомості
- Населення ради: 3 140 осіб (станом на 2001 рік)

## Населені пункти
Сільській раді підпорядковані населені пункти:
- с. Мар'янівка
- с. Ульяновка
- с. Щербакове

## Склад ради
Рада складалася з 22 депутатів та голови.
- Голова ради: Русанов Олексій Вікторович
- Секретар ради: Чащинова Галина Богданівна

### Керівний склад попередніх скликань
| Прізвище, ім'я, по батькові  | Основні відомості                                                         | Дата обрання | Дата звільнення |
| ---------------------------- | ------------------------------------------------------------------------- | ------------ | --------------- |
| Семашко Геннадій Аркадіойвич | Сільський голова, 1954 року народження, член Партії регіонів              | 26.03.2006   | 31.10.2010      |
| Русанов Олексій Вікторович   | Сільський голова, 1951 року народження, освіта вища, член Партії регіонів | 31.10.2010   |                 |

Примітка: таблиця складена за даними сайту Верховної Ради України

### Депутати
За результатами місцевих виборів 2010 року депутатами ради стали:

#### За суб'єктами висування
| Суб'єкт висування | Кількість обраних депутатів | %   |
| ----------------- | --------------------------- | --- |
| Самовисування     | 22                          | 100 |

#### За округами
| № округу | Прізвище, ім'я, по батькові    | Дата визнання обраним | Освіта             | Партійна приналежність | Відомості про обраного депутата                           |
| -------- | ------------------------------ | --------------------- | ------------------ | ---------------------- | --------------------------------------------------------- |
| 1        | Велішаєв Фермій Зенійович      | 03.11.2010            | середня            | позапартійний          | тимчасово не працює                                       |
| 2        | Купрієнко Валентина Миколаївна | 03.11.2010            | середня спеціальна | позапартійна           | дитячий садок «Радуга», завідувачка                       |
| 3        | Чичеріна Надія Адамівна        | 03.11.2010            | середня спеціальна | член Партії регіонів   | пенсіонер                                                 |
| 4        | Гуров Олександр Геннадійович   | 03.11.2010            | середня            | член Партії регіонів   | ТОВ"НИВА АГРО", тракторист                                |
| 5        | Антіпіна Тетяна Борисівна      | 03.11.2010            | вища               | член Партії регіонів   | СВК"Аграрний", головний бухгалтер                         |
| 6        | Дубіна Валерій Петрович        | 03.11.2010            | вища               | член Партії регіонів   | фермерске господарство, голова                            |
| 7        | Булатов Якуб Азизович          | 03.11.2010            | середня            | позапартійний          | ДФАП «Кримтеплокомунєнерго», електрик                     |
| 8        | Околіт Юрій Васильович         | 03.11.2010            | середня спеціальна | член Партії регіонів   | Державтоінспекція, ст. інспектор                          |
| 9        | Чащінова Галина Богданівна     | 03.11.2010            | вища               | позапартійна           | аптека № 4 м. Красногвардійська, головний бухгалтер       |
| 10       | Гурська Ніна Миколаївна        | 03.11.2010            | середня спеціальна | позапартійна           | Мар'янівське ЖКХ, бухгалтер                               |
| 11       | Бойко Лариса Валеріївна        | 03.11.2010            | вища               | позапартійна           | Державтоінспекція, ст. державний інспектор                |
| 12       | Півень Наталя Миколаївна       | 03.11.2010            | вища               | член Партії регіонів   | ТОВ «Гермес АРК», економіст                               |
| 13       | Іванов Микола Павлович         | 03.11.2010            | вища               | позапартійний          | пенсіонер                                                 |
| 14       | Аксакал Марина Олександрівна   | 03.11.2010            | середня спеціальна | позапартійна           | ПП «Красногвардійський комбікормовий завод», зав. складом |
| 15       | Горшкова Надія Олексіївна      | 03.11.2010            | вища               | позапартійна           | ДД «Кримавтодор», економіст                               |
| 16       | Лебедєва Валентина Яківна      | 03.11.2010            | вища               | член Партії регіонів   | Мар'янівська амбулаторія, головний лікар                  |
| 17       | Байрамов Максуд Рустемович     | 03.11.2010            | вища               | позапартійний          | ДФ АП КТК, майстер участка                                |
| 18       | Дитченко Наталя Миколаївна     | 03.11.2010            | середня спеціальна | член Партії регіонів   | ООО «КИВИ АГРО», бухгалтер                                |
| 19       | Кретюк Галина Іванівна         | 03.11.2010            | середня спеціальна | позапартійна           | пенсіонер                                                 |
| 20       | Олійник Микола Іванович        | 03.11.2010            | середня спеціальна | позапартійний          | тимчасово не працює                                       |
| 21       | Боярська Наталя Василівна      | 03.11.2010            | середня спеціальна | позапартійна           | тимчасово не працює                                       |
| 22       | Куленков Ельдар Анатолійович   | 03.11.2010            | вища               | член Партії регіонів   | тимчасово не працює                                       |